# Roermonds

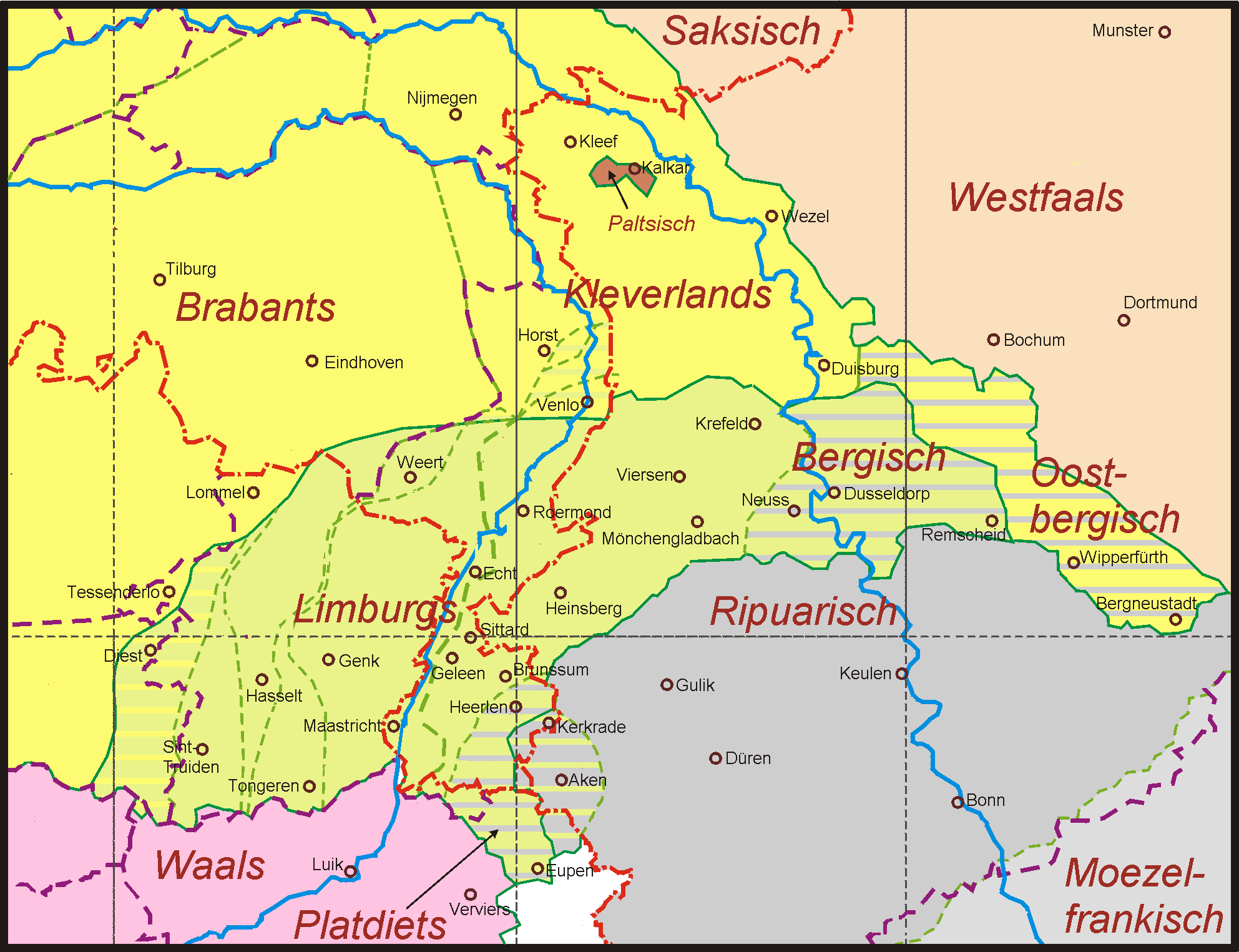
- HET LIMBURGS TAALLANDSCHAP -
Het zuidelijk Limburgs-Nederrijnse dialectcontinuüm

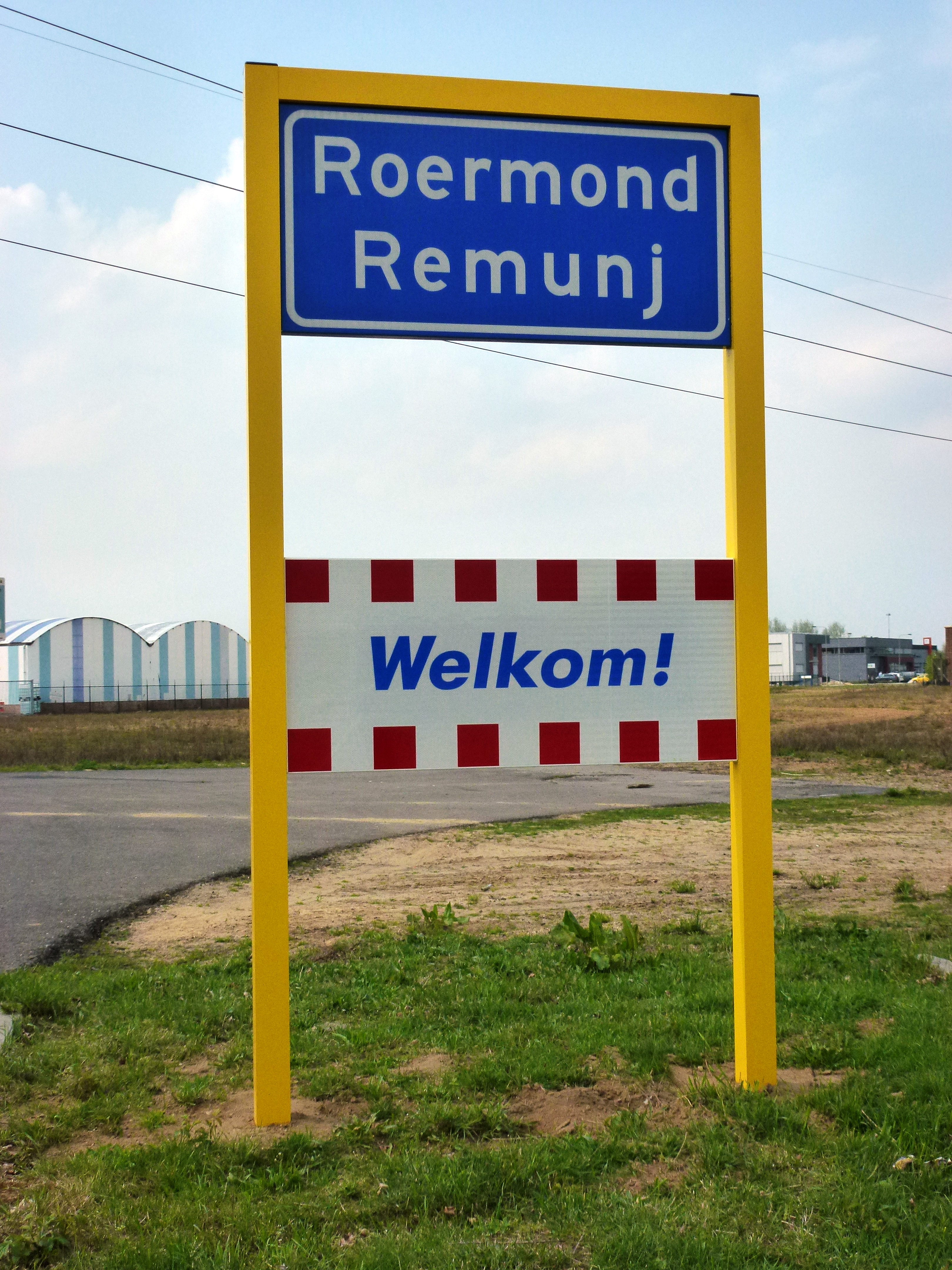
Tweetalig plaatsnaambord in Roermond

Het Roermonds (Remunjs) is het stadsdialect van Roermond. Net als bijvoorbeeld het Sittards is het Roermonds hoofdzakelijk Oost-Limburgs van aard. Roermond wordt verder onderverdeeld als Noordelijk Oost-Limburgs (ook wel Midden-Limburgs genoemd).

## Kenmerken
Typerend voor het Roermonds zijn onder meer de woorden det en hert, waarvan de Zuid-Limburgse tegenhangers dat en hart zijn. Een ander typisch kenmerk van het Roermonds is het ontbreken van tweeklanken die in de naburige dialecten wel voorkomen. De uit het Middelnederlands afkomstige diftongen ie en oe worden dus niet uitgesproken als ieë en oeë - zoals in het Weerts en Venloos - of als ie en oe zoals in het Maastrichts - maar als ee en oo. De Roermondse woorden voor heer en mooi zijn dus heer en sjoon, terwijl de overeenkomende woorden in de omringende Limburgse dialecten hieër en sjoeën, heeër en sjoan of hier en sjoen zijn. Typisch voor onder meer het Roermonds en Tegels is verder de klankgroep -sj, waar het Venloos sch- heeft (sjoon - schoeën).
Het Roermondse woord voor oud is aad, terwijl dit in noordelijker gelegen dialecten ald , zuidelijker gelegen dialecten aud en westelijker gelegen dialecten aod is. In de negentiende eeuw kende ook het Roermonds de vorm ald, die echter onder druk van verbogen vormen als aje(n) en aaj in aad is veranderd. Daarentegen is de vorm zalt, die naar analogie eigenlijk zaat had moeten worden, in het Roermonds wel bewaard gebleven.
Wanneer het Roermonds wordt vergeleken met naburige dialecten, valt verder nog op dat het Roermonds vaak een ie heeft voor n of s in plaats van een i. Bijvoorbeeld:
- Kiendj, pies mer op de ker, mer neet op 't brood!

## Literaire traditie
Het Roermonds kent sinds de 19e eeuw ook een literaire traditie. In 1807 werd de Bijbelse parabel De verloren zoon in allerlei dialecten waaronder het Roermonds vertaald. Deze vertaling is later gepubliceerd in Het Limburgs onder Napoleon. In 1865 ging de in het Roermonds geschreven opera over Schinderhannes (Roermonds: Sjinderhannes) van Emile Seipgens in première. Dit stuk wordt in Roermond nog steeds af en toe uitgevoerd.
Bekende dichters die onder andere in het Roermonds schreven zijn Paul van der Goor, Jo Hansen en de gebroeders Huub en Sjaak Graus. Bekende zangers zijn Gé Reinders, Sjra Puts en Benny Peters. Een bekende schrijver van proza in het Roermonds is Jan Bremmers.